# Айбек Бегалін
Айбек Бегалін (13 вересня 1963, Цілиноград, (Астана) — художник, член-корреспондент Академії Мистецтв Республіки Казахстан, заслужений діяч культури Республіки Казахстан, член Союзу художників Республіки Казахстан, дипломант Російської Академії Мистецтв, почесний професор Східного Міжнародного художнього інституту Китаю.

## Біографія
У 1978–1983 рр. навчався в Алма-Атинському художньому училищі, потім (з 1983 р.) — в Художньому інституті ім. В. І. Сурикова у Москві (майстерня Дегтярьова Бориса Олександровича). Його Дипломна робота — серія ілюстрацій до роману Ч. Айтматова «І день триває довше за століття» відзначена у 1992-му році дипломом Російської академії мистецтв.
З 1990 р. член Спілки Художників Казахстану. Художні роботи знаходяться в колекціях і галереях різних краї світу: в Казахстані, Ватикані, Росії, США, Німеччині, Франції та інших країнах.
А. Бегалін — винахідник бегаліграфії — складної графічної техніки, індивідуальної, що не має аналогів; творець теорії патернового структуралізму. Патерни — символи, образи-архетипи.